# Bohrwerk

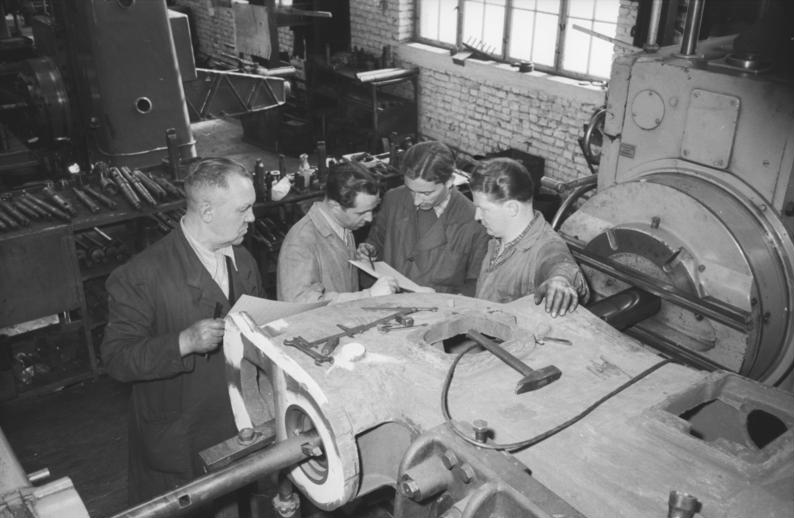
Kleines Bohrwerk (rechts) mit einer Bohrstange (Mitte), die durch eine Lünette (links unten, nicht im Bild) gestützt und durch ein Werkstück hindurch geführt wird

Ein Bohrwerk ist eine Werkzeugmaschine, die im allgemeinen Maschinenbau verwendet wird. Korrekter ist die Bezeichnung Horizontal-Bohr- und Fräswerk. 

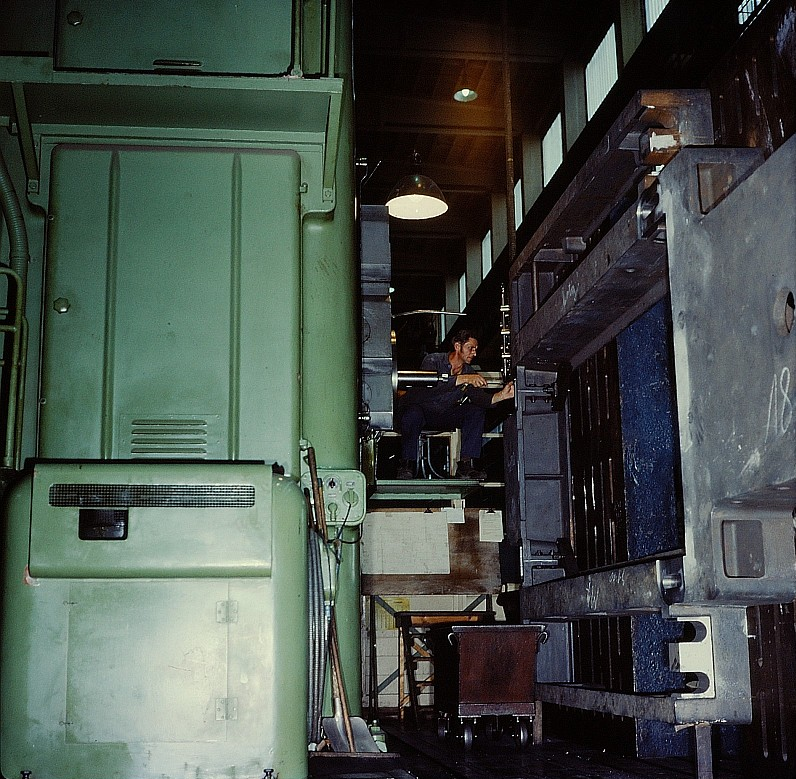
Bohrwerk normaler Größe. Links Bohrwerk (Ausschnitt vom Ständer/Turm), rechts teilbearbeitetes größeres Gussteil auf dem Spannfeld

Bohrwerke sind Universalmaschinen, die bevorzugt zur spanenden Bearbeitung großer Maschinenteile eingesetzt werden. In der Regel arbeiten sie in waagerechter Richtung. An einem je nach Bauform (s. u.) feststehenden oder beweglichen Ständer ist der Hauptspindelstock senkrecht verfahrbar angebracht. Er enthält die gesamte Antriebs- und Vorschubeinheit für die ein- und ausfahrbare Hauptspindel. In dieser werden über standardisierte Werkzeugaufnahmen (z. B. Morsekegel) die Werkzeuge befestigt, die auch bei sonstigen Fräsmaschinen üblich sind, um das auf dem Maschinentisch oder Spannfeld befestigte Werkstück zu bearbeiten, sowie im Besonderen Ausdrehwerkzeuge und Bohrstangen.
Moderne Bohrwerke besitzen üblicherweise eine (CNC)-Steuerung und regelmäßig auch dreh- und verschiebbare Spanntische sowie häufig auch einen automatischen Werkzeugwechsler mit eigenem Werkzeugmagazin.
Oft gehört ein zusätzlich aufbaubarer zweiter großer Ständer mit Pinole zur Maschine, zum Einspannen einer Bohrstange zwischen Spindel und Pinole durch das Werkstück hindurch. Voraussetzung für diese spezielle Bohrwerksarbeit ist allerdings eine Bauform mit verfahrbarem Spanntisch, da die Spindel nach dem Rüsten ihre Position nicht mehr ändern darf.
Bohrwerke sind aufgrund ihrer offenen Bauform besonders bei großen Werkstücken bis über 100 Tonnen flexibel und universell einsetzbar und gehören dementsprechend zu den größten Werkzeugmaschinen: Bohrwerke mit über 10 Meter Bauhöhe, 200 mm Spindeldurchmesser und über 100 Quadratmeter Spannfeld sind nicht ungewöhnlich.

## Bauformen
- Ein Tischbohrwerk hat ein waagerechtes Bett, auf dem sich ein quer verfahrbarer Drehtisch bewegt. An einem Ende des Bettes befindet sich der Ständer, an dem der Spindelstock vertikal verfährt, am anderen Ende kann eine Stütze mit einem Lager (Lünette) für Bohrstangen sein.
- Ein Bohrwerk mit Quertisch [oder auch Kreuzbohrwerk] hat zwei waagerechte, zu einem T verbundene Betten. Auf dem Querbett verfährt ein Drehtisch; auf dem Längsbett verfährt ein Ständer mit einem vertikal verfahrbaren Spindelstock.
- Ein Plattenbohrwerk wird vor allem für große Werkstücke verwendet. Es hat ein Querbett, auf dem ein Ständer mit Spindelstock oder ausfahrbarer Traghülse verfährt. Eine Aufspannplatte ist fest mit dem Betonfundament der Maschine verbunden, sodass sich das Werkstück nicht bewegt.[1] Alternativ oder ergänzend zur Aufspannplatte kann ein Drehtisch verwendet werden.